# هيميمونت للألعاب
هيميمونت للألعاب ("Haemimont Games") هي شركة بلغارية لتطوير ألعاب الفيديو تأسست في سبتمبر 1997 ومقرها في صوفيا. تهتم الشركة بتطوير الألعاب الاستراتيجية للقرون الوسطى والتاريخ القديم ،توظف نحو 60 شخص، ما يجعلها أكبر شركة لتطوير ألعاب الفيديو ببلغاريا.